# زرانول
زرانول (به انگلیسی: Zeranol) یک ترکیب شیمیایی با شناسه پاب‌کم ۳۳۵۳۴ است.